# Mehmet Ekici
Mehmet Ekici (München, 25 maart 1990) is een voormalig Duits-Turks voetballer die bij voorkeur op het middenveld speelde. Ekici speelde tussen 2010 en 2015 in het Turks voetbalelftal.